# Сетевой медиаплеер
Сетевой медиаплеер (мультимедиаплеер) высокого разрешения (HD Networked Media Player) — устройство домашней электроники. Плеер выполняет роль «посредника» между Интернетом или домашней сетью и обычным телевизором, что позволяет выводить файлы из Сети напрямую на большой экран. Устройство подключается к телевизору или AV-ресиверу, управление осуществляется с пульта дистанционного управления.

## Основные функции
Сетевой медиаплеер можно подключить к любым телевизорам, в том числе и ЭЛТ, однако, в полной мере оценить работу устройства можно только с телевизорами класса Full HD с интерфейсом HDMI. Помимо файлов стандартного разрешения, плеер воспроизводит все популярные форматы видео высокого разрешения (HD) — VC-1, WMV9, H.264, DivXHD. В этом аспекте сетевой медиаплеер является аналогом Blu-Ray проигрывателя, однако источник контента — Интернет, а не диски. Кроме того, медиаплееры (в зависимости от компании-производителя и модели), способны также поддерживать наиболее распространенные в сети кодеки, используемые для сжатия объемных видео файлов, в первую очередь содержащие видео высокой четкости — H.264, VC-1, особенно стереоскопический контент — AVC, MVC, SIFF и аудиофайлов с многоканальным звуком — Dolby TrueHD, DTS-HD High Resolution Audio, DTS-HD Master Audio, FLAC. Сетевой медиаплеер может быть оснащен встроенным BitTorrent-клиентом.
Существуют медиаплееры как со встроенным жестким диском (HDD), так и без него. В зависимости от этого, сетевой медиаплеер может либо просто проигрывать данные из Интернета — в том числе потоковое видео, интернет-телевидение и аудиоконтент, либо хранить медиафайлы для дальнейшего использования.
Сетевой медиаплеер также может выполнять функцию медиасервера хранения и обмена файлами для организации домашней медиатеки и применяться как компонент UPnP и DLNA сети. С экрана телевизора пользователь получает возможность использовать разнообразные сервисы и приложения, доступные в Интернет. Список приложений и сервисов может быть фиксированным (то есть пользователь имеет доступ только к определенному числу сервисов), а может быть открытым для дополнений и изменений.
Все сетевые медиаплееры, как правило, также оснащены USB интерфейсом.

## Конструктивно-функциональный состав
Конструктивный состав медиаплееров:
- корпус (размером от обычной книги до полно-рамерного AV-ресивера),
- чипсет (аппаратные декодеры),
- блок питания.

На чипсет ложится вся функциональность медиаплеера, а не только декодирование видео- и аудиофайлов: поддержка различных интерфейсов (USB 2.0, USB 3.0). Применяются чипсеты в основном двух фирм: Realtek и Sigma Designs. 
Модели чипсетов от Sigma Designs для медиаплееров обозначаются SMP и четырёхзначным числом, например SMP8642, первые две цифры из которых — обозначение архитектуры видео-процессора ("86" для одно-ядерного MIPS32@74k, а "10" для двух-ядерного MIPS32@1004k), третья — серия, четвёртая — модель. Первые FullHD чипсеты были серии 863x декодирующие видео H.264 (шины памяти 300 МГц и видео-процессор 133 МГц) и звук DTS, DD (два 2 аудиопроцессора 300 МГц), ныне не выпускаются. Все последующие чипсеты также поддерживают видео высокой чёткости (в 12-битной цветопередачи xvYCC) и стереоскопическое (RealD), декодируют звук DTS, DD, DTSMA, TrueHD, имеют интерфейс [HDMI] 1.4a. Модельный ряд представлен в таблице:
| Модель | шина/video-CPU, МГц | Cashe, KB | Enternet    | H.264/MVC |  | Особенности                        |
| ------ | ------------------- | --------- | ----------- | --------- |  | ---------------------------------- |
| 8642   | 667/333             | 0         | 10/100      | L4.0/-    |  | Blu-ray                            |
| 8644   | 667/333             | 0         | 10/100      | L4.0/-    |  | Blu-ray                            |
| 8646   | 800/400             | 256       | 10/100/1000 | L4.0/-    |  | Blu-ray, Full HD 3D, OpenGL ES 2.0 |
| 8652   | 500/333             | 0         | 10/100      | L4.0/-    |  |                                    |
| 8654   | 500/333             | 0         | 10/100      | L4.0/-    |  |                                    |
| 8656   | 500/333             | 0         | 10/100/1000 | L4.0/-    |  |                                    |
| 8670   | 700/350             | 0         | 10/100/1000 | L4.2/L4.2 |  |                                    |
| 8672   | 800/400             | 256       | 10/100/1000 | L4.2/L4.2 |  |                                    |
| 8674   | 700/350             | 0         | 10/100/1000 | L4.2/L4.2 |  |                                    |
| 8680   | 800/400             | 0         | 10/100/1000 | L4.0/-    |  |                                    |
| 8682   | 800/400             | 0         | 10/100/1000 | L4.0/-    |  |                                    |
| 8910   | 800/400             | 512       | 10/100/1000 | L4.2/4.2  |  |                                    |

Модели чипов Realtek так же как и Sigma Designs обозначаются RTD и четырёхзначным числом, но номер серии здесь — последняя цифра, первая цифра всегда "1". Подробнее о чипсетах в таблице:
| Модель  | Частота, МГц | DTS, DD, DTSMA, TrueHD |                                                 |
| ------- | ------------ | ---------------------- | ----------------------------------------------- |
| 1073DA  | 400          | -,+,-,-                |                                                 |
| 1073DD  | 400          | -,+,-,-                | DTS downmix to stereo                           |
| 1073DD+ | 400          | +,+,?,?                | DTS-HD MA и Dolby TrueHD, DTS downmix to stereo |
| 1283    | 400          | +,+,-,-                | DVB-T с записью на диск                         |
| 1283DD+ | 400          | +,+,+,+                | DVB-T с записью на диск                         |
| 1055    | 500          | +,+,+,+                | Gigabit Ethernet                                |
| 1085    | 500          | +,+,+,+                | Gigabit Ethernet                                |
| 1185    | 500          | +,+,+,+                | Gigabit Ethernet                                |
| 1186    | 750          | +,+,+,+                | HDMI 1.4                                        |